# Topole (Rogaška Slatina, Slovenija)
Topole je naselje u slovenskoj Općini Rogaškoj Slatini. Topole se nalazi u pokrajini Štajerskoj i statističkoj regiji Savinjskoj. 

## Stanovništvo
Prema popisu stanovništva iz 2002. godine naselje je imalo 205 stanovnika.